# Абд ар-Рахман I
Абд ар-Рахман I (араб. عبد الرحمن الداخل‎), по прозвищу «ад-Дахиль» («Пришелец»); 731 — 30 сентября 788) — эмир с 756 года, основатель династии кордовских Омейядов, правившей большей частью Испании до 1031 года, и эмирата на Пиренейском полуострове. Внук Хишама ибн Абд ал-Малика, десятого омейядского халифа (правил с 724 по 743 год). В отличие от двух своих преемников, у арабских историков Абд ар-Рахман I называется «Ад-дахиль» (пришелец).

## Биография

### Ранние годы
Абд ар-Рахман, сын омейяда Муавийи ибн ал-Хишама и берберки Рахи, внук Хишама ибн Абд ал-Малика, родился неподалёку от Дамаска. В 750 году, когда Аббасиды свергли династию Омейядов, ему было 19 лет. Абд ар-Рахман и несколько членов его семьи прибыли в столицу Омейядского халифата, город Дамаск. Среди прибывших были его брат Яхья, четырёхлетний сын Сулейман, несколько сестёр и его греческий раб-вольноотпущенник Бедр. Из Дамаска семья отправилась в долину реки Евфрат. Дорога туда была полна опасностей, так как Аббасиды отправили вдогонку всадников, чтобы те нашли Абд ар-Рахмана и убили его. Аббасидские агенты настигли беглецов, когда те прятались в небольшой деревушке. Абд ар-Рахману пришлось оставить своего маленького сына и сестёр и скрыться вместе с братом Яхьёй. Существуют различные мнения относительно судьбы вольноотпущенника Бедра: некоторые источники утверждают, что он изначально бежал вместе с эмиром, другие — что они встретились позднее.
После воцарения в Азии Аббасидов немногие оставшиеся в живых представители предшествующей династии Омайядов вынуждены были эмигрировать. В числе них был Абд ар-Рахман, бежавший в Африку к берберам. Здесь он пытался основать государство между Баркой и Атлантическим океаном, но неудачно. Тогда он решил перенести свою деятельность в Испанию, где имя Омайядов пользовалось ещё у арабов популярностью.
Удачно подготовив почву, осенью 755 года, в возрасте 23-х или 24-х лет он высадился с небольшим отрядом на испанский берег у Аль-Муньекара, к востоку от Малаги, и двинулся против эмира Юсуфа, правителя арабов в Испании. Обстоятельства чрезвычайно благоприятствовали Абд ар-Рахману. Ему удалось наголову разбить Юсуфа близ Кордовы и без сопротивления занять город (15 мая 756 года). В тот же день Абд ар-Рахман формально принял звание эмира Кордовы и всей Испании и управлял ими в течение тридцати двух лет.

### Эмир Кордовы
Управление его ознаменовалось целым рядом войн, сначала с Юсуфом, а затем с разными местными племенами, оказывавшими постоянное сопротивление начинаниям нового эмира. Самым блестящим его военным подвигом считается отражение нападения Багдадского халифа Абу-Джафар Мансура. Рассчитывая присоединить Испанию к халифату, а главное, с целью воспрепятствовать возникновению новой династии Омейядов, Мансур, воспользовавшись тем, что Абд ар-Рахман был занят подавлением восстания в Толедо, в 763 году высадился в провинции Беха и поднял восстание среди подвластных эмиру йеменцев. Абд ар-Рахман лично двинулся против войск халифа, но, располагая незначительными силами, вынужден был отступить к Кармоне, где был окружён войсками, настойчиво осаждавшими его в течение двух месяцев. На выручку никакой надежды не было. Тогда Абд ар-Рахман решился на крайнее средство: во главе 700 отборных воинов он неожиданно бросился на врага. Атака была произведена с такой стремительностью, что неприятель вынужден был снять осаду и отступить в Африку.
Произошло столкновение Абд ар-Рахмана с правителем Франкского государства Карлом Великим. Между Карлом и сарацинами был заключён договор, согласно которому первый должен был вторгнуться в Испанию, где один из йеменских вождей, Сулейман аль-А’рабий, обещал прийти на помощь из Барселоны или Сарагосы. В то же время должно было начаться восстание и в самой Испании при содействии африканских берберов. Однако этот план не удался: восстание началось слишком рано, когда Карл был ещё за Пиренеями. Когда же он в 778 году вторгся в Испанию, Сарагоса отказала в повиновении А’рабию, бывшему в её стенах, и затворила ворота перед Карлом. Но едва он начал осаду города, как известие о восстании саксов заставило его двинуться обратно в Германию, и тут баски в ущельях Пиренеев нанесли его арьергарду, бывшему под начальством Роутланда (Роланда), поражение в Ронсевальском ущелье.
Абд ар-Рахман был храбрым воином, талантливым военачальником, неутомимым, энергичным и деятельным правителем. Обладая острым умом, он был, вместе с тем, вспыльчивым. Своим необыкновенным знанием людей, искусством обращаться с ними, он сумел объединить народ, разъединённый партийной борьбой.

### Семья
- Сулейман (ок. 745 — к 800)
- Омар (? — к 768)
- Хишам I (757 — 17 апреля 796), эмир Кордовы с 788 по 796 года
- Абд Аллах